# Хорст (Холштајн)
Хорст (њем. Horst) општина је у њемачкој савезној држави Шлезвиг-Холштајн. Једно је од 112 општинских средишта округа Штајнбург. Према процјени из 2010. у општини је живјело 5.187 становника. Посједује регионалну шифру (AGS) 1061044.

## Географски и демографски подаци
Хорст се налази у савезној држави Шлезвиг-Холштајн у округу Штајнбург. Општина се налази на надморској висини од 15 метара. Површина општине износи 29,1 km². У самом мјесту је, према процјени из 2010. године, живјело 5.187 становника. Просјечна густина становништва износи 178 становника/km².

## Међународна сарадња
| Мјесто | Држава | Врста сарадње | Од    |
| ------ | ------ | ------------- | ----- |
|        | Пољска | контакт       | 1995. |
| Извор  |        |               |       |